# Eduardo Bassave Rodríguez de Alburquerque
Eduardo Bassave Rodríguez de Alburquerque (l'Havana, 23 de setembre de 1835 - 1 de setembre de 1907) fou un polític espanyol, marquès de San Eduardo des del 3 de desembre de 1872.
Fou elegit diputat pel Partit Conservador pel districte de Nules a les eleccions generals espanyoles de 1884. Anteriorment havia estat senador per la província de Múrcia el 1878-1879. Posteriorment fou nomenat novament senador per la província de Tarragona el 1880-1881.